# Perylen
Perylen – organiczny związek chemiczny, policykliczny węglowodór aromatyczny zbudowany z 5 pierścieni skondensowanych. Wykazuje niebieską fluorescencję pod wpływem światła UV (λem 447 nm dla roztworu w THF).